# Basking in reflected glory
Basking in reflected glory (englisch, kurz BIRG, deutsch sinngemäß: sich im Erfolg eines Anderen sonnen) ist ein sozialpsychologisches Phänomen. Es beschreibt die individuelle Tendenz, sich durch sozialen Vergleich mit den Erfolgen von Anderen zu assoziieren (siehe Aufwärts gerichteter Vergleich, Theorie des sozialen Vergleichs), um das eigene Selbstwertgefühl zu erhöhen. Basking in reflected glory kann dann ausgelöst werden, wenn das eigene Selbstwertgefühl beispielsweise durch einen Misserfolg bedroht ist.
Das Basking in reflected glory wurde von Cialdini et al. (1976) zuerst untersucht. In der Studie zeigten Studierende in der Versuchsbedingung „Misserfolg“, die durch die Vorgabe unlösbarer Aufgaben hergestellt wurde, eine Tendenz, sich mit der eigenen Fußballmannschaft verbal zu assoziieren, wenn die Mannschaft einen Sieg davongetragen hatte („Wir haben gewonnen“), und sich von ihr verbal zu distanzieren, wenn sie eine Niederlage erlitten hatte („Die haben verloren“), und zwar im Vergleich zu einer Gruppe von Studierenden in der Versuchsbedingung „Erfolg“, in der einfache Aufgaben gelöst worden waren.
Basking in reflected glory wurde von Tesser (1988) in seinem Modell der Aufrechterhaltung der Selbstbewertung integriert.